# Fowtbolayin Akowmb Noah
Il Fowtbolayin Akowmb Noah (in armeno Ֆուտբոլային Ակումբ Նոա?), meglio noto come Noah, è una società calcistica armena con sede nella città di Erevan.

## Storia
Il club viene fondato nel 2017 col nome di Artsakh, adottando il rosso e il bianco come colori sociali. La partita inaugurale del club si è svolta il 2 luglio 2017, contro il Banants allo stadio Banants. L'amichevole si è conclusa con un pareggio a reti inviolate. Tigran Yesayan è stato il primo allenatore a guidare la squadra appena fondata e ha mantenuto la sua posizione fino al 29 gennaio 2018.
L'Artsakh ha disputato la sua prima stagione agonistica nella Araǰin Xowmb 2017-2018, ed è stato promosso nella massima serie armena grazie al secondo posto ottenuto in campionato. Ha terminato la prima stagione in massima serie con un ottavo posto.
All'inizio del 2019, il club ha annunciato che Karen Abrahamyan è diventata la nuova proprietaria del club, rilevando l'Artsakh FA dal fondatore Sevan Aslanyan. L'estate successiva, il club viene rinominato Noah FC.
Nel 2020, vince la sua prima Coppa d'Armenia, battendo l'Ararat-Armenia ai calci di rigore. Grazie alla vittoria del trofeo, nel 2020 partecipa per la prima volta ai preliminari di Europa League, dove viene eliminata per mano dei kazaki del Qairat.
La squadra partecipa alla per UEFA Conference League nel 2021, ma viene eliminata al primo turno, dopo una vittoria per 1-0 e una sconfitta 0-5, contro i finlandesi del KuPS.
Il 2025, è l'anno del suo primo campionato armeno. Nell'arco della stagione 2024-2025 inoltre, stabilisce il record di diciannove vittorie consecutive nel campionato armeno, battendo il precedente record detenuto dal P'yownik.

## Statistiche

### Statistiche nelle competizioni UEFA
Statistiche aggiornate alla stagione 2024-2025.
| Competizione                  | Partecipazioni | G  | V | N | P | RF | RS |
| ----------------------------- | -------------- | -- | - | - | - | -- | -- |
| Coppa UEFA/UEFA Europa League | 1              | 1  | 0 | 0 | 1 | 1  | 4  |
| UEFA Conference League        | 2              | 16 | 7 | 2 | 7 | 25 | 27 |

## Palmarès

### Competizioni nazionali
- Campionato armeno: 1

2024-2025
- Coppa d'Armenia: 2

2019-2020, 2024-2025
- Supercoppa d'Armenia: 1

2020

### Altri piazzamenti
- Campionato armeno:

Secondo posto: 2019-2020, 2020-2021, 2023-2024
- Coppa d'Armenia:

Semifinalista: 2020-2021
- Araǰin Xowmb:

Secondo posto: 2017-2018

## Organico

### Rosa 2025-2026
Aggiornata al 9 luglio 2025.
| N. |                         | Ruolo | Calciatore                         |
| -- | ----------------------- | ----- | ---------------------------------- |
| 3  | Armenia (bandiera)      | D     | Sergey Muradyan                    |
| 4  | Islanda (bandiera)      | D     | Guðmundur Þórarinsson              |
| 6  | Ghana (bandiera)        | D     | Eric Boakye                        |
| 7  | Portogallo (bandiera)   | A     | Hélder Ferreira                    |
| 8  | Portogallo (bandiera)   | A     | Gonçalo Gregório                   |
| 9  | Brasile (bandiera)      | A     | Matheus Aiás                       |
| 10 | Armenia (bandiera)      | C     | Artak Dašyan                       |
| 14 | Giappone (bandiera)     | C     | Takuto Oshima                      |
| 17 | Burkina Faso (bandiera) | C     | Gustavo Sangaré                    |
| 18 | Armenia (bandiera)      | A     | Artëm Avanesjan                    |
| 19 | Armenia (bandiera)      | D     | Hovhannes Hambarjowmyan (capitano) |
| 20 | Slovacchia (bandiera)   | C     | Martin Gamboš                      |
| 22 | Armenia (bandiera)      | P     | Ognjen Čančarević                  |
| 23 | Armenia (bandiera)      | C     | Aram Khamoyan                      |

| N. |                                 | Ruolo | Calciatore            |
| -- | ------------------------------- | ----- | --------------------- |
| 24 | Armenia (bandiera)              | A     | Zaven Khudaverdyan    |
| 27 | Armenia (bandiera)              | C     | Goṙ Manvelyan         |
| 29 | Armenia (bandiera)              | P     | Arthur Coneglian      |
| 33 | Portogallo (bandiera)           | D     | David Sualehe         |
| 37 | Portogallo (bandiera)           | D     | Gonçalo Silva         |
| 44 | Bosnia ed Erzegovina (bandiera) | D     | Nermin Zolotić        |
| 47 | Croazia (bandiera)              | A     | Marin Jakoliš         |
| 55 | Armenia (bandiera)              | D     | Artur Movsesyan       |
| 77 | Croazia (bandiera)              | C     | Alen Grgić            |
| 81 | Paesi Bassi (bandiera)          | C     | Imran Oulad Omar      |
| 88 | Camerun (bandiera)              | C     | Yan Brice Eteki       |
| 92 | Russia (bandiera)               | P     | Aleksej Ploščadnyj    |
| 93 | Francia (bandiera)              | A     | Virgile Pinson        |
| 99 | Armenia (bandiera)              | C     | Hovhannes Harutyunyan |

### Rosa 2020-2021
Aggiornata al 3 agosto 2020.
| N. |                          | Ruolo | Calciatore          |
| -- | ------------------------ | ----- | ------------------- |
| 2  | Armenia (bandiera)       | D     | Vardan Shakhbazyan  |
| 3  | Russia (bandiera)        | D     | Alan Tatayev        |
| 4  | Armenia (bandiera)       | D     | Jordy Monroy        |
| 5  | Russia (bandiera)        | D     | Vladislav Kryuchkov |
| 6  | Russia (bandiera)        | D     | Soslan Kagermazov   |
| 7  | Lettonia (bandiera)      | C     | Eduards Emsis       |
| 8  | Armenia (bandiera)       | C     | Yowri Gareginyan    |
| 9  | Russia (bandiera)        | C     | Vladimir Azarov     |
| 10 | Armenia (bandiera)       | C     | Benik Hovhannisyan  |
| 11 | Armenia (bandiera)       | C     | Artëm Simonjan      |
| 13 | Armenia (bandiera)       | P     | Samvel Hunanyan     |
| 14 | Russia (bandiera)        | D     | Mikhail Kovalenko   |
| 15 | Russia (bandiera)        | A     | Maksim Majrovič     |
| 16 | Guinea-Bissau (bandiera) | C     | Helistano Manga     |

| N. |                          | Ruolo | Calciatore         |
| -- | ------------------------ | ----- | ------------------ |
| 17 | Russia (bandiera)        | C     | Nikita Dubchak     |
| 20 | Portogallo (bandiera)    | C     | Alex Oliveira      |
| 22 | Armenia (bandiera)       | D     | Vardan Movsisyan   |
| 23 | Armenia (bandiera)       | D     | Artur Stepanyan    |
| 31 | Russia (bandiera)        | A     | Dmitri Lavrishchev |
| 37 | Russia (bandiera)        | P     | Maksim Shvagirev   |
| 57 | Russia (bandiera)        | C     | Pavel Deobald      |
| 69 | Ucraina (bandiera)       | C     | Denys Dedečko      |
| 77 | Italia (bandiera)        | P     | Valerio Vimercati  |
| 92 | Guinea-Bissau (bandiera) | D     | Saná Gomes         |
| 94 | Moldavia (bandiera)      | C     | Dan Spătaru        |
| 97 | Russia (bandiera)        | C     | Kirill Bor         |
| 99 | Armenia (bandiera)       | D     | Arman Mkrtchyan    |
|    | Portogallo (bandiera)    | C     | Hélder Ferreira    |

### Rosa 2019-2020
| N. |                          | Ruolo | Calciatore          |
| -- | ------------------------ | ----- | ------------------- |
| 2  | Russia (bandiera)        | D     | Vitali Zaprudskikh  |
| 3  | Russia (bandiera)        | D     | Alan Tatayev        |
| 5  | Russia (bandiera)        | D     | Vladislav Kryuchkov |
| 6  | Russia (bandiera)        | D     | Soslan Kagermazov   |
| 7  | Lettonia (bandiera)      | C     | Eduards Emsis       |
| 8  | Armenia (bandiera)       | C     | Yowri Gareginyan    |
| 9  | Russia (bandiera)        | C     | Vladimir Azarov     |
| 10 | Armenia (bandiera)       | C     | Benik Hovhannisyan  |
| 11 | Armenia (bandiera)       | C     | Vigen Avetisyan     |
| 14 | Russia (bandiera)        | D     | Mikhail Kovalenko   |
| 15 | Russia (bandiera)        | A     | Maksim Majrovič     |
| 16 | Guinea-Bissau (bandiera) | C     | Helistano Manga     |
| 20 | Armenia (bandiera)       | C     | Edgar Grigoryan     |

| N. |                          | Ruolo | Calciatore         |
| -- | ------------------------ | ----- | ------------------ |
| 21 | Lituania (bandiera)      | A     | Rokas Krusnauskas  |
| 22 | Armenia (bandiera)       | D     | Vardan Movsisyan   |
| 28 | Russia (bandiera)        | P     | Artem Delinyan     |
| 31 | Russia (bandiera)        | A     | Dmitri Lavrishchev |
| 33 | Armenia (bandiera)       | D     | Hovhannes Nazaryan |
| 37 | Russia (bandiera)        | P     | Maksim Shvagirev   |
| 57 | Russia (bandiera)        | C     | Pavel Deobald      |
| 77 | Italia (bandiera)        | P     | Valerio Vimercati  |
| 92 | Guinea-Bissau (bandiera) | D     | Saná Gomes         |
| 94 | Moldavia (bandiera)      | C     | Dan Spătaru        |
| 97 | Russia (bandiera)        | C     | Kirill Bor         |
| 99 | Armenia (bandiera)       | P     | Erik Meliksetyan   |